# Viciomaggio
Viciomaggio è una frazione del comune di Civitella in Val di Chiana, in provincia di Arezzo.
Dista a circa 4 km dal capoluogo comunale e si trova sull'ex strada statale 327 "di Foiano", a metà strada tra il castello di Battifolle ("Vicione piccolo") e quello di Tuori, altra frazione dello stesso comune.
Il toponimo, da Vicus maius, poi "Vicione maggiore", è ricordato in un atto notarile del 1024. Mancano riferimenti storici successivi. Fu probabilmente sempre un insediamento agricolo, con impianto urbanistico frazionato in piccoli nuclei, e commerciale, data la collocazione sul percorso tra Arezzo e Civitella. Si dice che il nome di questo piccolo paese derivi dal passaggio di Annibale che lo nominò "Vicus Major" ovvero Vicione Maggiore.
La chiesa altomedievale di San Martino è oggi scomparsa e il titolo ne fu trasferito alla nuova chiesa omonima che oggi si trova all'ingresso del paese. La parrocchia di San Martino a Viciomaggio nel 1833 aveva 670 abitanti.